# Hochschule für Musik Franz Liszt Weimar

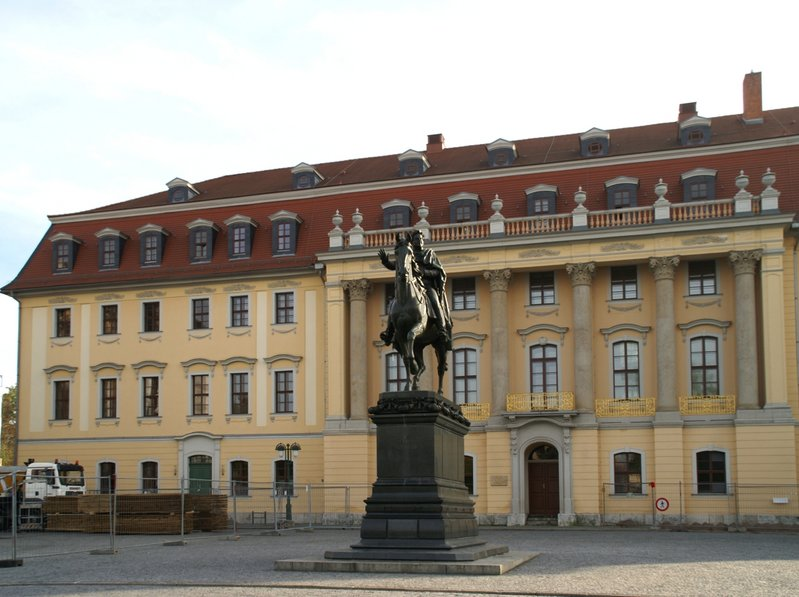
Hauptgebäude am Platz der Demokratie

Die Hochschule für Musik Franz Liszt Weimar ist eine Musikhochschule in Weimar. Die Hochschule verfügt im Bereich Musikwissenschaft über das Promotions- und Habilitationsrecht.

## Geschichte
Das von dem Architekten Anton Georg Hauptmann nach Plänen des fürstlichen Landbaumeisters Johann Gottfried Schlegel errichtete Fürstenhaus Weimar wurde 1774 fertiggestellt. Dies geschah gerade noch rechtzeitig, um den Weimarer Hof unterzubringen, denn das Weimarer Stadtschloss brannte in diesem Jahr nahezu vollständig ab.
Franz Liszt setzte sich seit ungefähr 1850 für die Gründung von Musikschulen ein, insbesondere für ein Ausbildungszentrum für Orchestermusiker in Weimar. Doch erst 1872 wurde unter Carl Müllerhartung in Weimar die erste Orchesterschule Deutschlands gegründet. Dieses geschah im ehemaligen Franziskanerkloster. Die Ausbildung erfolgte auf allen Orchesterinstrumenten, am Klavier und im Dirigieren. Dazu kamen bald auch Gesang, Oper und Theater, Komposition, die pädagogische Ausbildung zum Instrumental- und Gesangslehrer sowie die Virtuosenschulung. 1879 begann unter Christoph Bernhard Sulze (1829–1889) im Nebenfach eine Organistenausbildung, die aber bereits ein Jahr später zum Hauptfach aufgewertet wurde. 1948 trat zu den obligatorischen musiktheoretischen und musikgeschichtlichen Begleitfächern das eigenständige Studienfach Musikwissenschaft.
Diese Differenzierungen brachten über die Zeit viele Namensänderungen hervor:
- 1877: Orchester- und Musikschule,
- 1885: Orchester-, Musik- und Opernschule,
- 1899: Musik-, Opern- und Theaterschule,
- 1902: Großherzogliche Musikschule,
- 1919: Staatliche Musikschule,
- 1930: Staatliche Hochschule für Musik.

Im Jahr 1956 erhielt die Hochschule ihren heutigen Namen Hochschule für Musik „Franz Liszt“ Weimar.
Wie alle Institutionen in der DDR-Zeit pflegte die Hochschule eine enge Kooperation mit dem Ministerium für Staatssicherheit, die bis heute nicht aufgearbeitet ist.
Im Oktober 1995 wurde als eine zentrale Einrichtung der Hochschule das Thüringische Landesmusikarchiv (Eigenname: HSA|ThLMA) gegründet.

## Rektoren
- 1872: Carl Müllerhartung
- 1902: Erich Wolf Degner
- 1909: Waldemar von Baußnern
- 1916: Bruno Hinze-Reinhold
- 1934: Felix Oberborbeck
- 1939: Paul Sixt
- 1945: Walter Schulz
- 1948: Ottmar Gerster
- 1952: Willi Niggeling
- 1955: Werner Felix
- 1966: Johann Cilenšek
- 1972: Hans-Rudolf Jung
- 1980: Diethelm Müller-Nilsson
- 1990: Wolfgang Marggraf
- 1993: Wolfram Huschke
- 2001: Rolf-Dieter Arens
- 2010: Christoph Stölzl
- seit 2022: Anne-Kathrin Lindig

## Bekannte Lehrer (Auswahl)
→ siehe auch: Hochschullehrer der Hochschule für Musik Franz Liszt Weimar
- Hermann Abendroth (1883–1956), Dirigieren 1945–1956
- Waldemar von Baußnern (1866–1931), Rektor 1908–1916
- Michael Berg (1938–2019), Musikwissenschaft 1986–2018
- Wolfgang Bleibel (* 1955), Jazz-Saxophon, Jazz-Klarinette, Jazz-Flöte 1995–2020
- Jeff Cascaro (* 1968), Gesang Jazz/Pop seit 2001
- Leonid Chizhik (* 1947), Jazz-Klavier 1994–2013
- Johann Cilenšek (1913–1998), Komposition 1947–1972
- Frank Forst (* 1969), Fagott seit 2002
- Ottmar Gerster (1897–1969), Komposition 1947–1951
- Edgar Hartwig (* 1928), Wissenschaftlicher Sozialismus 1962–1989
- Wally Hase (* 1969), Flöte 2000–2019
- Bruno Hinze-Reinhold (1877–1964), Klavier 1913–1933
- Alfred Hoehn (1887–1945), Klavier 1934–1939
- Michael Kapsner (* 1961), Orgel 2004–2018
- Hermann Keller (1885–1967), Orgel 1910–1916
- Silvius von Kessel (* 1965), Orgel seit 1995
- Bernhard Klapprott (* 1964), Cembalo/Historische Tasteninstrumente, Generalbass, Orgel (Alte Musik) seit 1994
- Olaf Koch (1932–2001), Dirigieren 1972–1993
- Christa Lehmann (1921–1992), Opernschule 1959–1981
- Wolf-Günter Leidel (* 1949), Musiktheorie 1993–2012
- Gustav Lewin (1869–1938), Klavier, Partiturspiel 1901–1933
- Erhard Mauersberger (1903–1982), Chorleitung 1932–1961
- Jascha Nemtsov (* 1963), Musikwissenschaft seit 2013
- Michael Obst (* 1955), Komposition seit 1997
- Hans Pischner (1914–2016), Klavier, Theorie, Musikgeschichte 1946–1950
- Hannes Pohlit (* 1976), Partiturspiel seit 2017
- Robert Reitz (1884–1951), Violine 1909–1935
- Reinhard Schau (1935–2019), Opernschule 1977–2001
- Michael Schiefel (* 1970), Jazz-Gesang seit 1998
- Wolfgang Emmanuel Schmidt (* 1971), Cello seit 2009
- Anne Schwanewilms (* 1967), Gesang seit 2018
- Midori Seiler (* 1969), Barockvioline und -Viola 2010–2013
- Christian Sprenger (* 1976), Posaune seit 2009
- Max Strub (1900–1966), Violine 1925–1928
- Klaus-Jürgen Teutschbein (* 1944), Chorleitung 1996–2009
- Jo Thönes (* 1958), Jazz-Drumset seit 1995
- Richard Wetz (1875–1935), Musikgeschichte, Komposition 1916–1935
- Ekhart Wycik (* 1967), Dirigieren seit 2016

## Trivia
- Die Altenburg, das langjährige Wohnhaus von Franz Liszt in Weimar, wird heute von der nach ihm benannten Hochschule für Musik genutzt.
- Die Schlagersängerin Ute Freudenberg studierte von 1972 bis 1977 an der Hochschule.

## Bilder

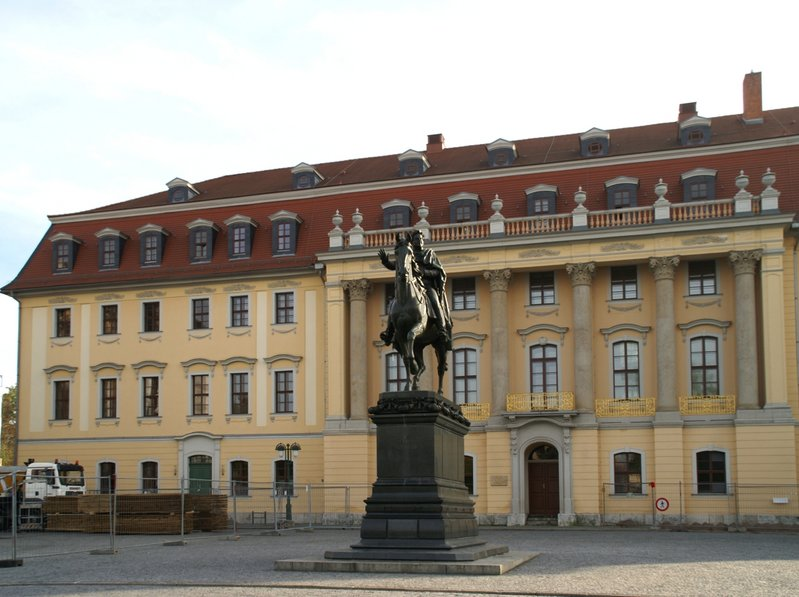
Das Fürstenhaus mit Reiterstandbild Carl Augusts, Hauptgebäude der Hochschule
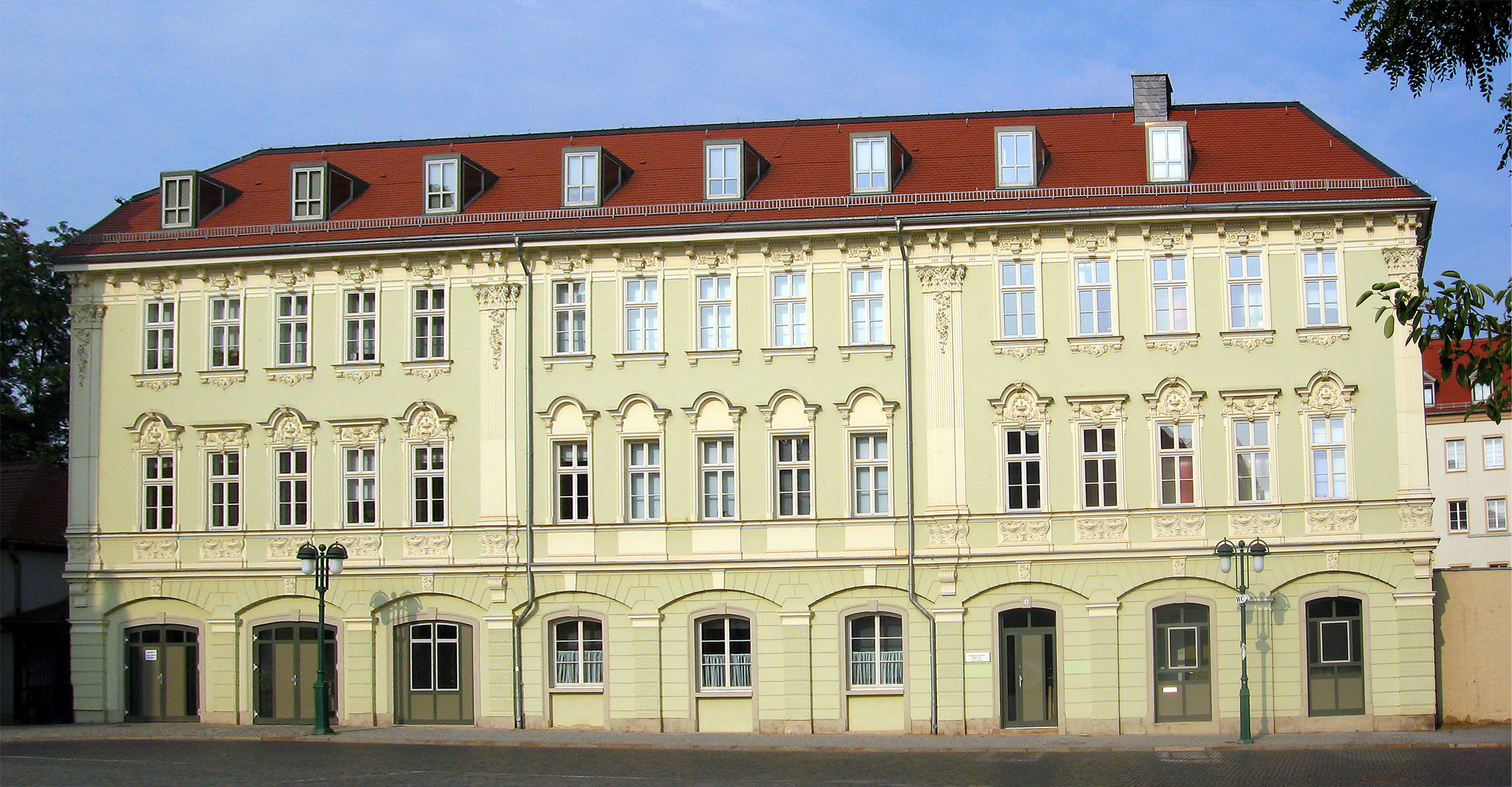
Das Rößlersche Haus, Verwaltungsgebäude der Hochschule
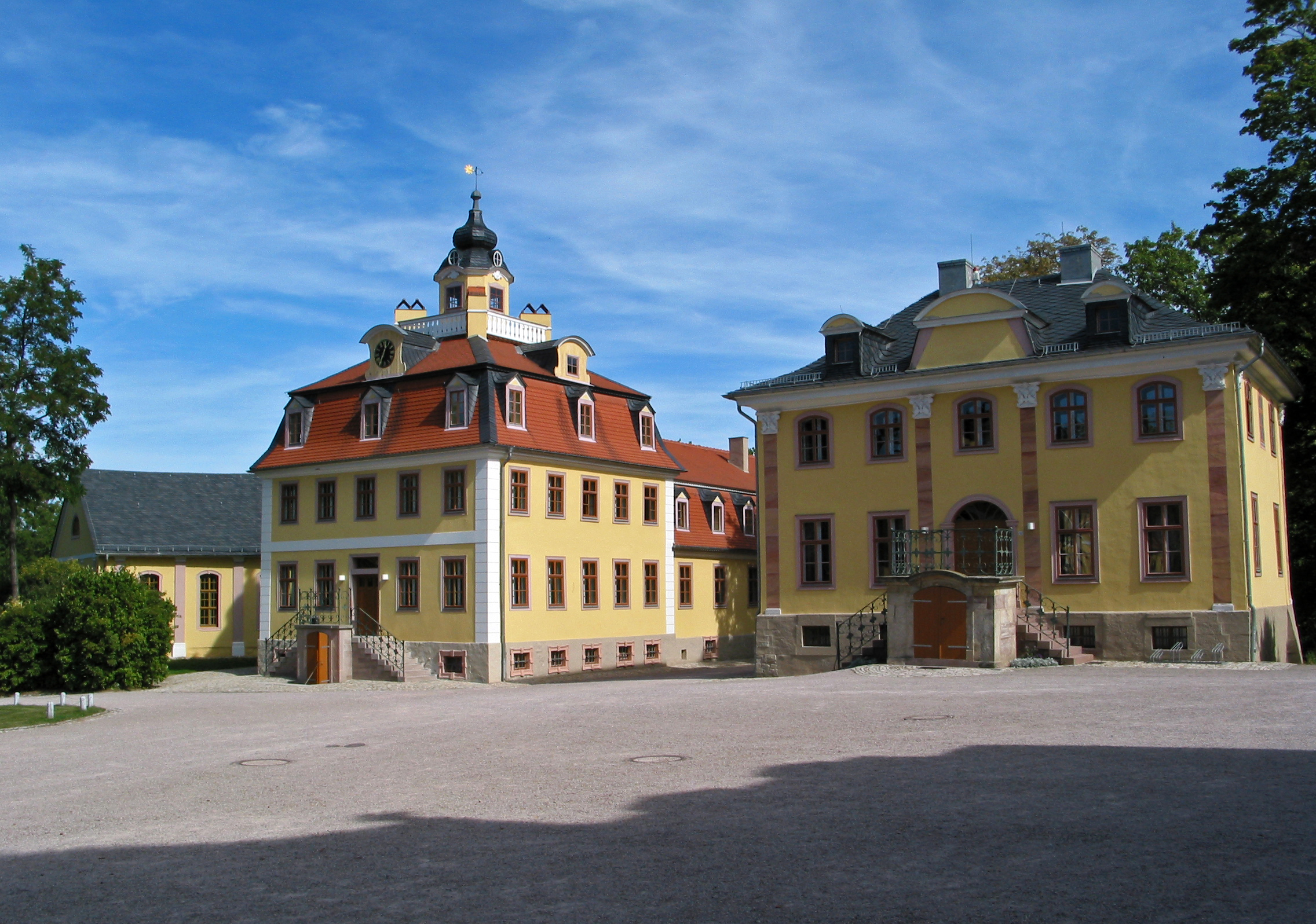
Die Kavaliershäuser Belvedere, Institute für Gitarre, Gesang und Musiktheater
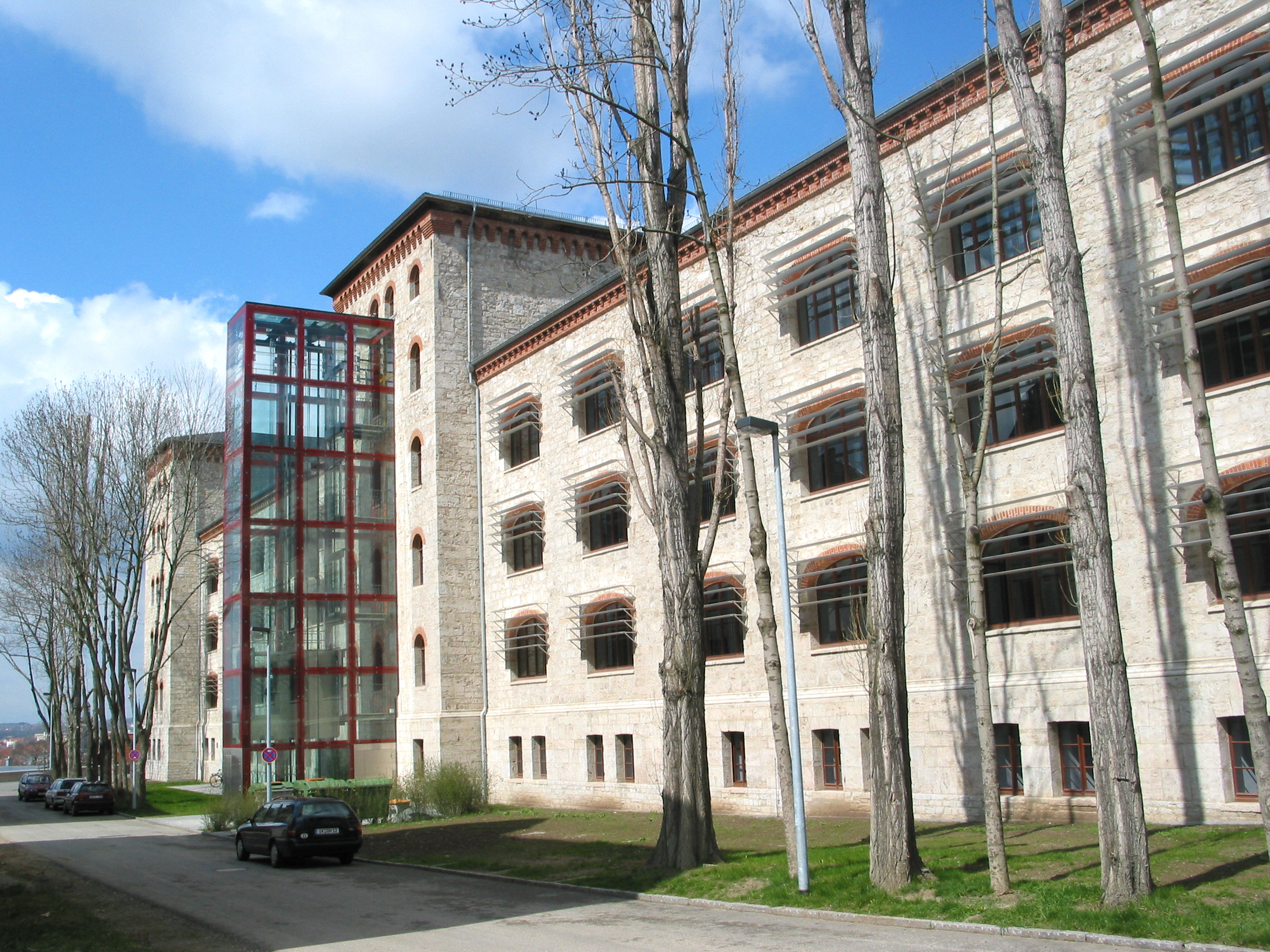
Die ehem. Streichhan-Kaserne, heute Hochschulzentrum am Horn der HfM
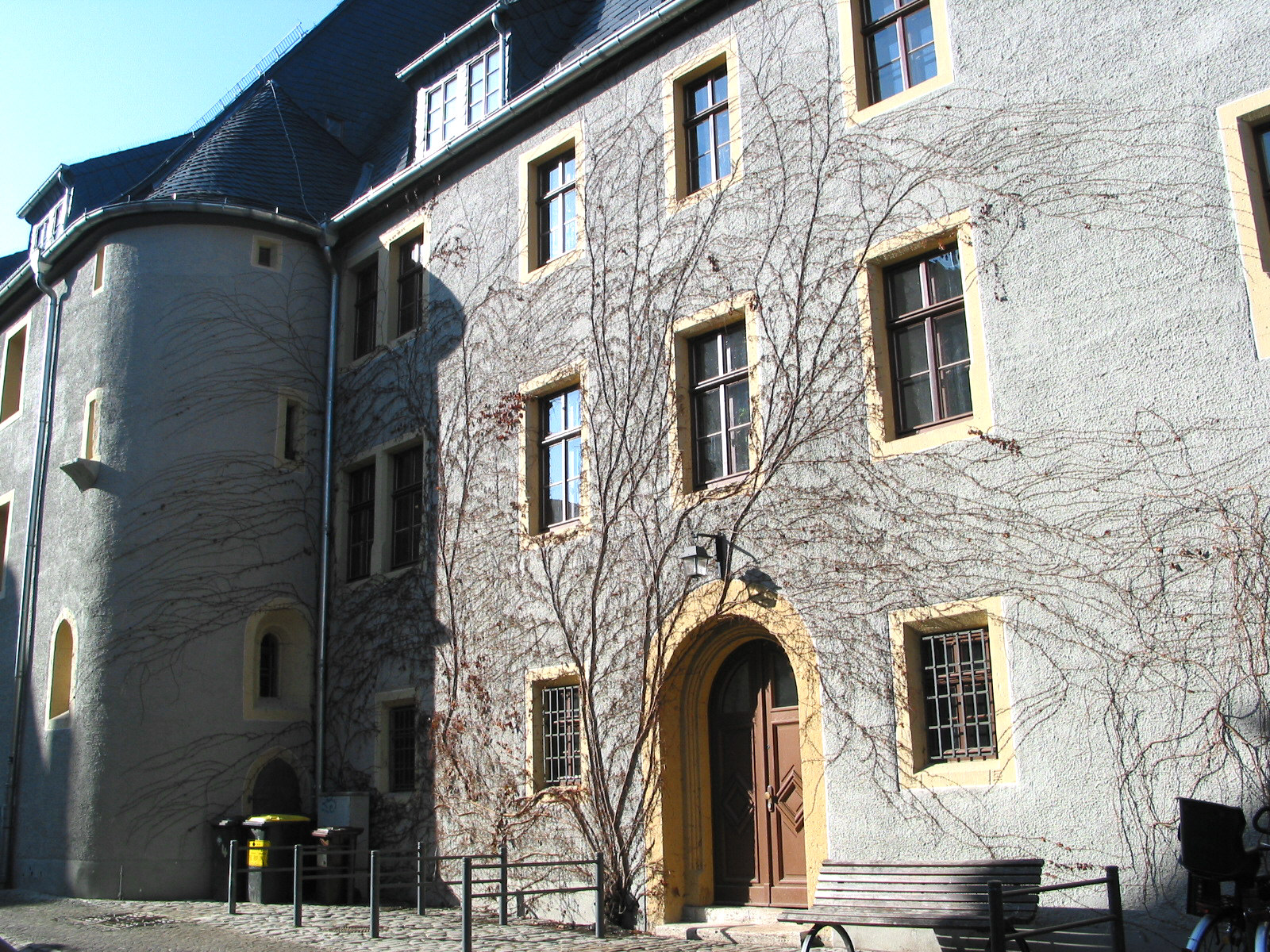
Das Klostergebäude „Am Palais“, Gebäude für Schul- und Kirchenmusik der Hochschule